# 東拉塞爾冰川

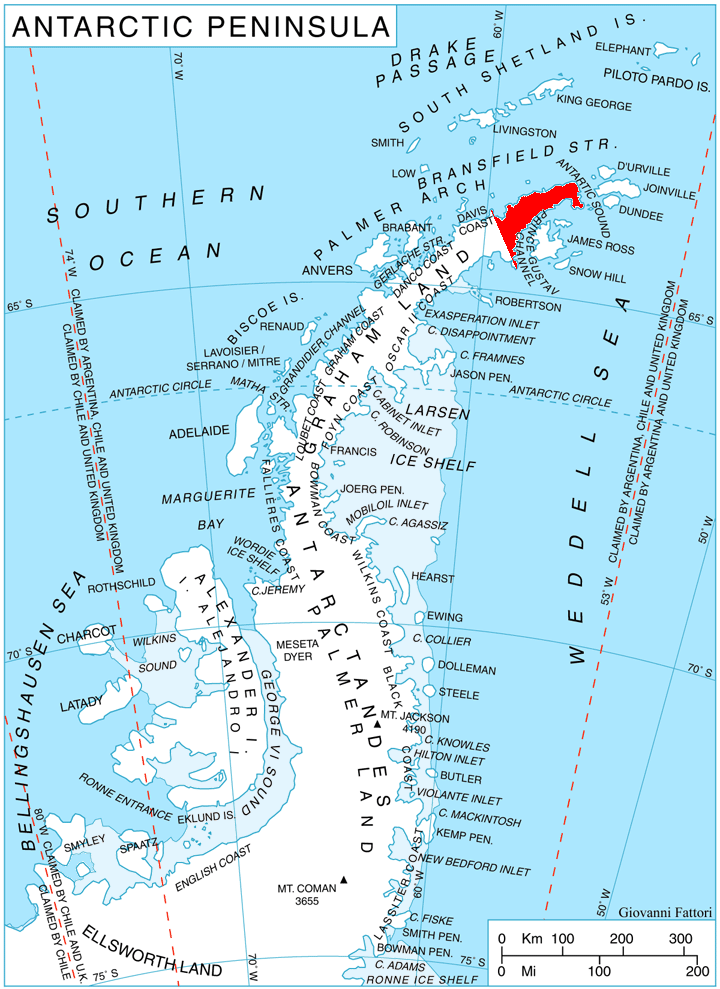

東拉塞爾冰川（英語：Russell East Glacier）是南極洲的冰川，處於底特律高原的北部，長11公里、寬6公里，與西拉塞爾冰川匯流，最終注入古斯塔夫王子海峽。

## 外部連結
- SCAR Composite Antarctic Gazetteer（页面存档备份，存于）.

63°44′S 58°20′W / 63.733°S 58.333°W